# قمة (فلم)
قمة (بالإنجليزية: Apex)، وعنوانه Apex Predator في المملكة المتحدة، هو فيلم خيال علمي أمريكي لعام 2021 من إخراج إدوارد جون دريك وكتابة إدوارد جون دريك وكوري ويليام لارج. من بطولة نيل ماكدونو وبروس ويليس وتم إصداره في 12 نوفمبر 2021.

## روابط خارجية
- مقالات تستعمل روابط فنية بلا صلة مع ويكي بيانات